# 7,62-cm Pak 36(r)
Le 7.62 cm FK 36(r) et le Pak 36(r) (7.62 cm Feldkanone (canon de campagne)/36 (russische) et Panzerabwehrkanone (canon antichar) 36 (russische)) étaient des pièces d'artillerie allemandes d'origine soviétique, capturées et modifiées pour la Wehrmacht durant la Seconde Guerre mondiale. Elles sont issues des canons M1936 F-22 (en), puis USV et ZiS-3, capturés en grand nombre sur le Front de l'Est. L'arme rechambrée se montrera efficace et sera utilisée, outre en version tractée, sur des canons automoteurs antichars, en particulier sur certains modèles de Marder.

## Développement
Peu après l'invasion allemande de l'URSS en 1941, les unités de la Wehrmacht rencontrèrent de nouveaux chars soviétiques innovants : le char moyen T-34 et le lourd KV. L'épais blindage incliné de ces véhicules leur a donné un fort niveau de protection contre les armes antichars. A cette époque, le canon antichar standard demeure le Pak 35/36 de 37 mm, nettement inefficace face à ces modernes blindés. Cela entraîna la demande de plus puissants canons capables de les mettre hors de combat. À côté du 5-cm PaK 38 encore insuffisant à longue distance et distribué en faible nombre, l'année 1941 voit le développement du 7,5 cm Pak 40, qui ne sera livré qu'en 1942. L'industrie allemande et le Heereswaffenamt doivent imaginer des expédients, tels les Pak 97/38 sur canon français ou la Stielgranate 41, efficients seulement à courte portée, ou l'utilisation des 76,2 mm capturés, susceptibles d'avoir leur balistique fortement améliorée.
Dans les premiers mois de l'opération Barbarossa, les Allemands s'emparèrent d'un grand nombre (environ 1 300) de canons divisionnaires de 76,2 mm modèle 1936 (F-22). Ils sont intégrés sans modification dans l'Armée allemande comme FK 296(r). À la fin de 1941, les ingénieurs allemands envisagèrent un programme de modernisation. Les premières modifications qui aboutirent au FK 36(r) standard concernèrent le châssis et le bouclier du F-22, plus conformes aux standards allemands. Les munitions originales soviétiques, avec d'importants stocks capturés, sont conservées, et le tube ne comporte pas de frein de bouche. La balistique des obus ne change donc pas, mais les performances sont toutefois honorables par rapport aux antichars allemands alors déployés. Ils paraissent néanmoins insuffisants, encore, pour lutter contre les engins adverses.
Un programme d'améliorations substantielles est alors lancé à la fin de 1941, avec des modifications industrielles profondes qui transformeront la pièce en un 7,62-cm Pak 36(r) original et indéniablement efficace sur les théâtres d'opérations. Celles-ci concernent les organes principaux du canon :
- La culasse est rechambrée pour accepter la cartouche (Patrone) du 7,5-cm Pak 40, qui est près de deux fois plus longue que l'originale soviétique (715 mm contre 385.3 mm) et plus large (100 mm contre 90 mm), pour une charge propulsive augmentée de 2,4 fois.
- Le mécanisme d'absorption du recul est revu pour tenir compte de la nouvelle puissance des munitions. Y est adjoint un frein de bouche, semblable à celui du 7,5-cm Pak 40[3].
- Une nouvelle munition encartouchée est créée, basée sur celle du 75 mm[4].

Les nouveaux canons de 76,2 mm ZiS-3, capturés en nombre, seront réutilisés sous la nomenclature FK 297(r). Leur modification, toujours avec frein de bouche, est parfois singularisée en Pak 39(r).

## Production
Les premières canons ont été livrés en février 1942. À la fin de l'année, les Allemands avaient converti 358 pièces, 169 en 1943 et 33 en 1944. En outre, 894 tubes ont été préparés pour l'utilisation sur canons automoteurs. Il est probable que ces chiffres incluent les Pak 39(r) (jusqu'à 300 pièces).

## Emploi
Le FK36(r) et le PaK 36(r) ont vu le combat sur le Front de l'est et en Afrique du Nord. Le premier emploi du FK 36(r) a été noté dès le mois de mars 1942 à Bir Hacheim en Libye ; et, en Mai 1942, 117 sont référencés dans les effectifs de l'Afrika Korps. Le canon sera utilisé jusqu'à la fin de la guerre dans le rôle d'antichar et de pièce d'artillerie de campagne : en mars 1945, la Wehrmacht possédait encore 165 Pak 36(r) et Pak 39(r).
La pièce modifiée fût montée sur certains véhicules antichars :
- 7,62 cm Pak 36(r) auf Pz.IID Marder II (Sd.Kfz.132) ou Panzer Selbstfahrlafette 1 für 7.62-cm PaK 36(r) auf Fahrgestell Panzerkampfwagen II Ausf. D1 und D2.
- 7,62 cm Pak 36(r) auf Pz.38(t) Marder III (Sd.Kfz.139).
- 76,2 mm Pak 36(r) auf Panzerjäger Selbstfahrlafette Zugkraftwagen 5t « Diana » (semi-chenillé).

## Munitions
| Type                                    | Modèle             | Poids du projectile (kg) | Poids total encartouché (kg) | Poids de la charge explosive (g) | Vitesse initiale (m/s) | Portée (m) |
| Obus antichars (panzergranate)          |                    |                          |                              |                                  |                        |            |
| APCBC                                   | 7,62 cm Pzgr.39    | 7,6                      | 12,7                         | 24, RDX                          | 740                    | 4 000      |
| APCR                                    | 7,62 cm Pzgr.40    | 4,065                    | 8,6                          | -                                | 990                    | 700        |
| Obus à charge creuse (holladunggranate) |                    |                          |                              |                                  |                        |            |
| HEAT                                    | 7,62 cm Gr.38 Hl/B | 4,62                     |                              | 510                              | 450                    | 1 000      |
| HEAT                                    | 7,62 cm Gr.38 Hl/С | 5,05                     |                              | 510                              | 450                    | 1 000      |
| Obus explosif (sprenggranate)           |                    |                          |                              |                                  |                        |            |
| HE                                      | 7,62 cm Gr.34      | 6,25                     | 9,5                          | 550, amatol 40/60                | 550                    | 10 000     |

## Efficacité
Lorsque les FK36(r) et Pak 36(r) firent leur apparition le champ de bataille, ils étaient capables de détruire tous les chars ennemis aux distances usuelles de combat. Bien que plus lourd est légèrement moins performant que le Pak 40, la modernisation du canon soviétique accrût indéniablement le potentiel antichar allemand, avec un coût de revient moindre que pour la création d'une pièce ex nihilo.
| Comparaison des performances antichars du Pak 36(r) avec les munitions standards contemporaines. Blindage incliné à 30°, | Comparaison des performances antichars du Pak 36(r) avec les munitions standards contemporaines. Blindage incliné à 30°, | Comparaison des performances antichars du Pak 36(r) avec les munitions standards contemporaines. Blindage incliné à 30°, | Comparaison des performances antichars du Pak 36(r) avec les munitions standards contemporaines. Blindage incliné à 30°, | Comparaison des performances antichars du Pak 36(r) avec les munitions standards contemporaines. Blindage incliné à 30°, | Comparaison des performances antichars du Pak 36(r) avec les munitions standards contemporaines. Blindage incliné à 30°, | Comparaison des performances antichars du Pak 36(r) avec les munitions standards contemporaines. Blindage incliné à 30°, | Comparaison des performances antichars du Pak 36(r) avec les munitions standards contemporaines. Blindage incliné à 30°, | Comparaison des performances antichars du Pak 36(r) avec les munitions standards contemporaines. Blindage incliné à 30°, |
| Nationalité | Reich allemand | Reich allemand | Reich allemand | Reich allemand | Union soviétique | Union soviétique | Union soviétique | Royaume-Uni |
| Canon | 7,62 cm L/51 PaK 36(r)                                                                                                   | 5 cm L/60 PaK 38 | 7,5 cm L/46 PaK 40 | 7,5 cm L/48 KwK 40 | 57 mm L/73 ZiS-2 | 76,2 mm ZiS-3T | 85 mm ZiS-S-53 | 57 mm OQF 6 pdr |
| Munition | Pzgr.39 | Pzgr.39 | Pzgr.39 | Pzgr.39 | BR-271 | BR-350 B | BR-365K | Shot Mk.8 T |
| --- | --- | --- | --- | --- | --- | --- | --- | --- |
| V0 | 740 m/s | 835 m/s | 770 m/s | 770 m/s | 990 m/s | 710 m/s | 792 m/s | 884 m/s |
| perforation à 100 m : | 98 mm | 69 mm | 120 mm | 106 mm | 93 mm | 69 mm | 101 mm | 88 mm |
| à 500 m : | 90 mm | 59 mm | 104 mm | 96 mm | 84 mm | 59 mm | 92 mm | 78 mm |
| à 1 000 m : | 79 mm | 47 mm | 89 mm | 85 mm | 74 mm | 48 mm | 81 mm | 67 mm |
| à 1 500 m : | 73 mm | 37 mm | 76 mm | 74 mm | 64 mm | 40 mm | 72 mm | 44 mm |

On voit combien les performances des 76,2 mm soviétiques ont été accrues : à un kilomètre et demi, le Pak 36(r) affiche une meilleure capacité antichar que son homologue russe à bout portant.

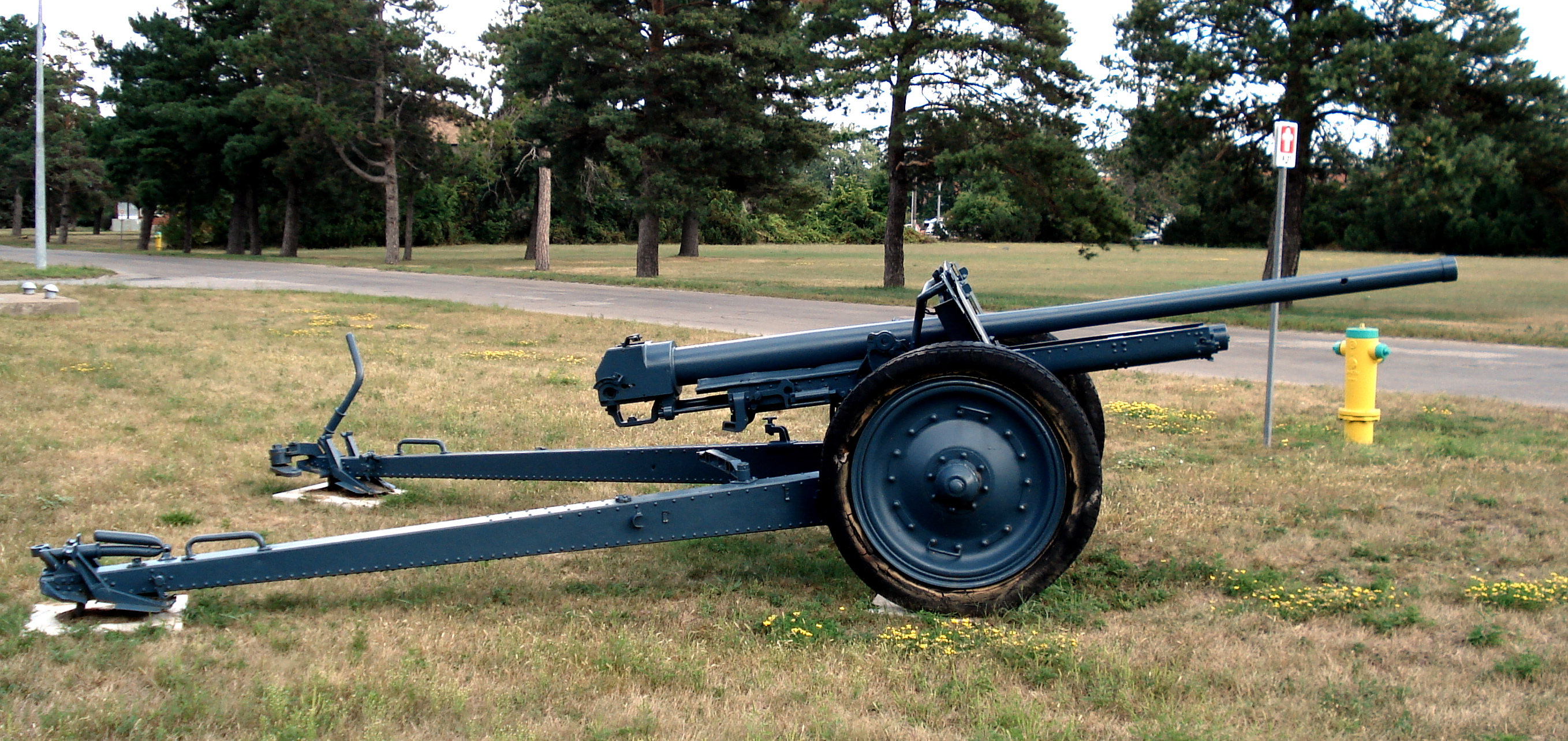
Profil du FK 36(r).
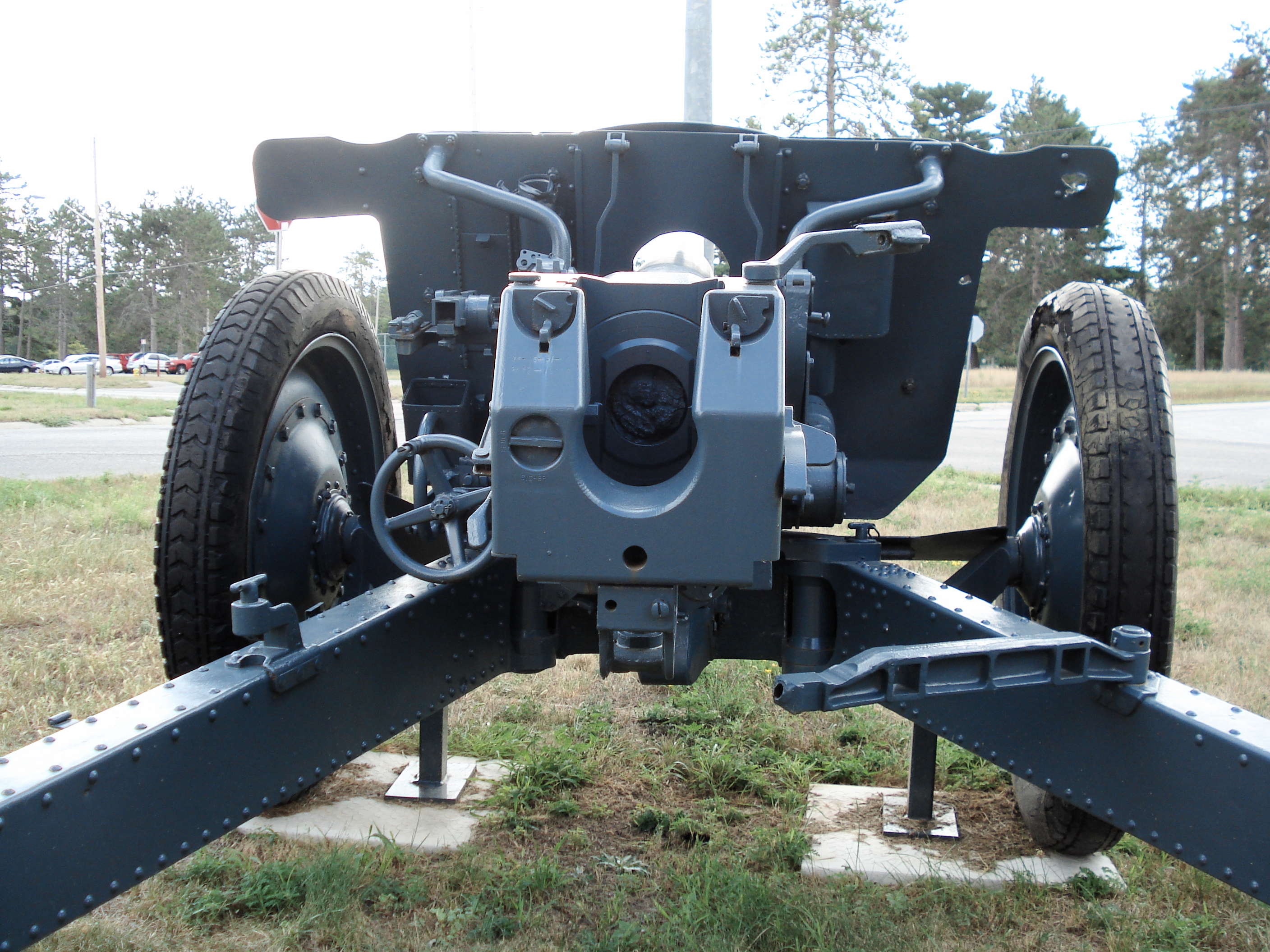
Vue arrière de la culasse.
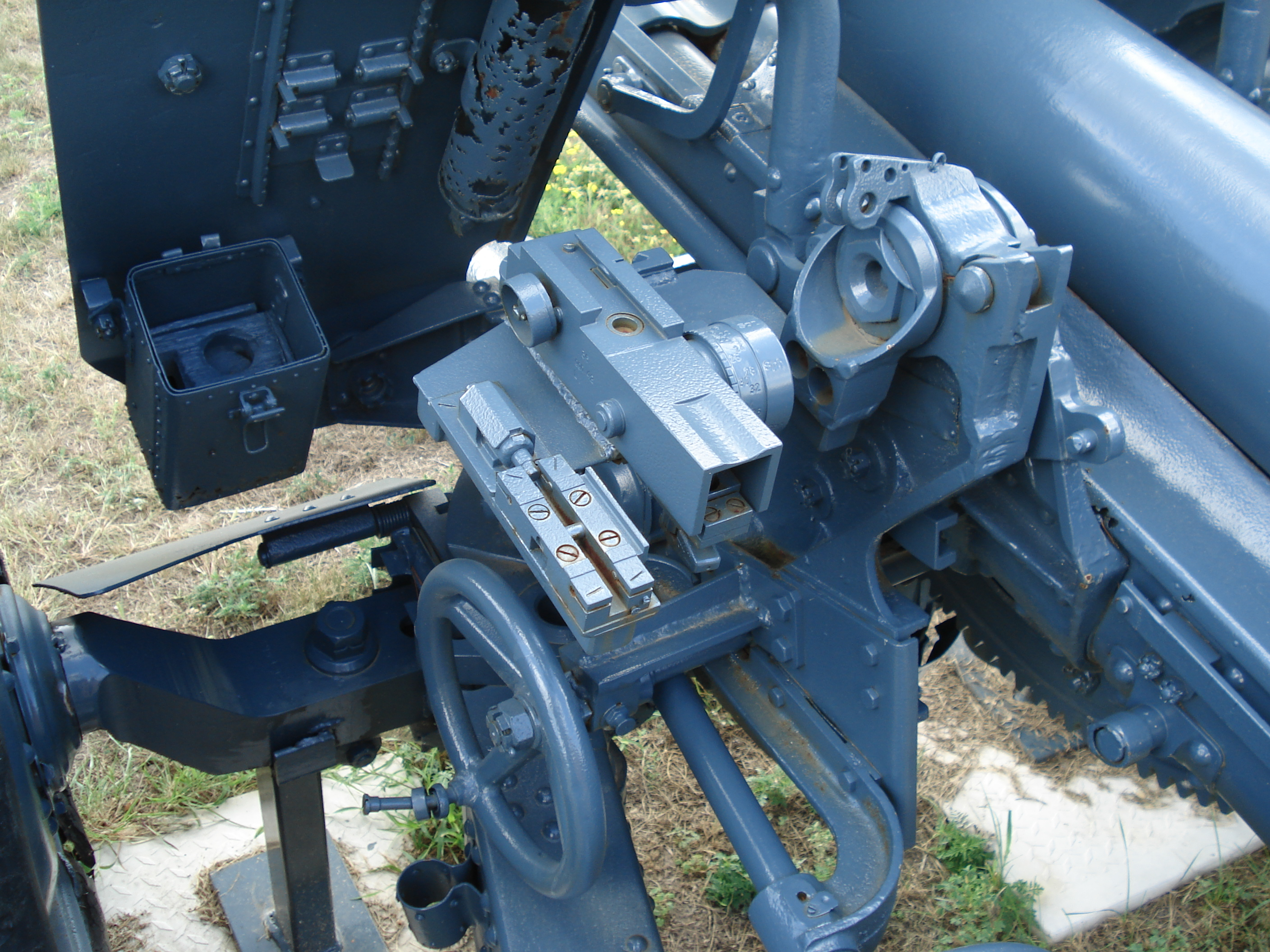
Mécanisme de visée de la pièce.
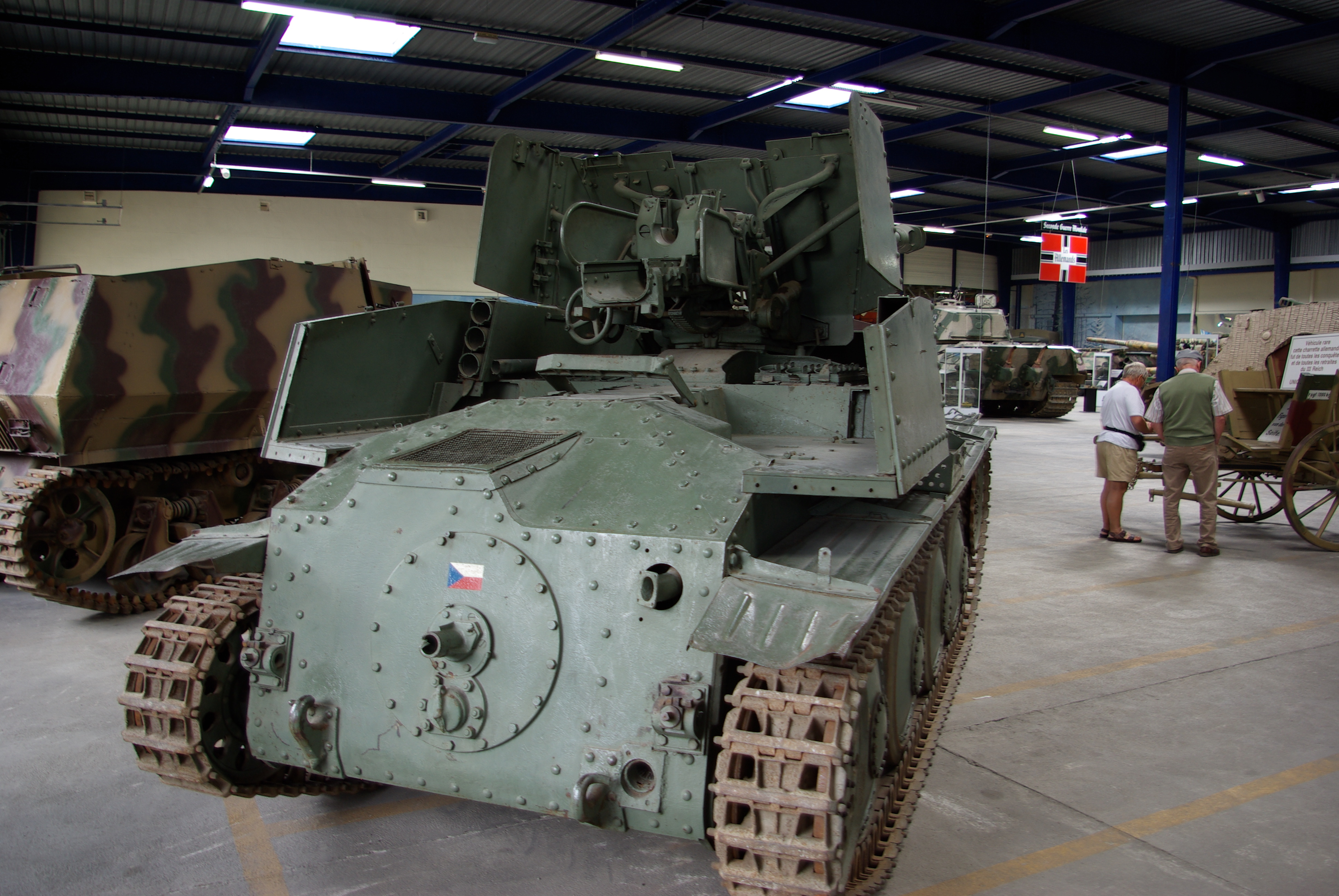
Vue arrière d'un Marder III avec la culasse du Pak 36(r).
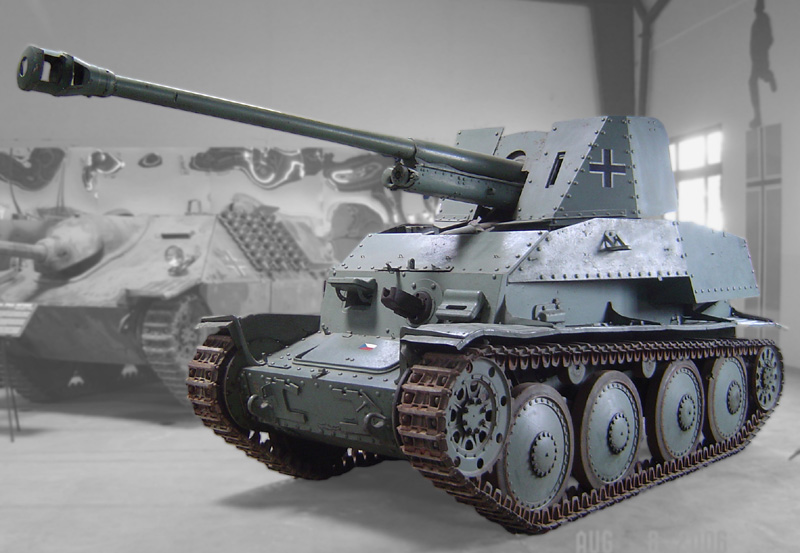
Marder III.
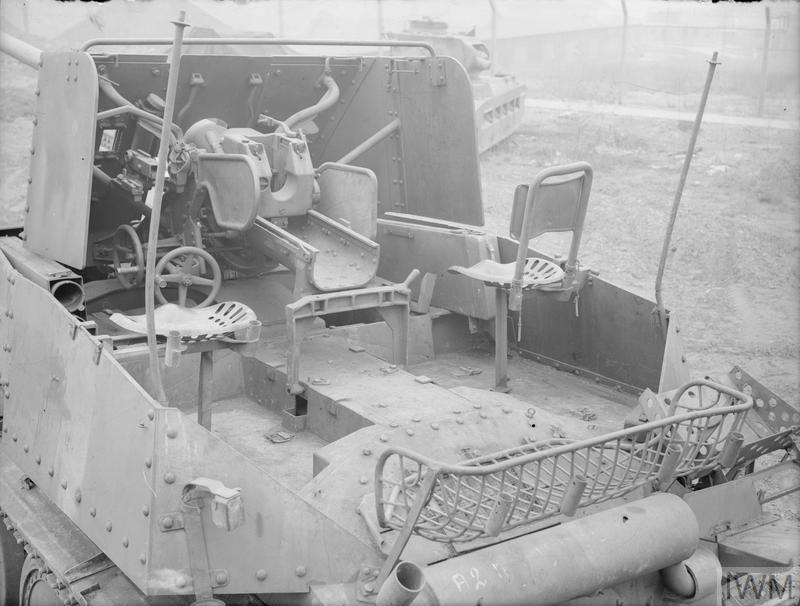
Vu de l'habitacle d'un Sd.Kfz. 139 Marder III.
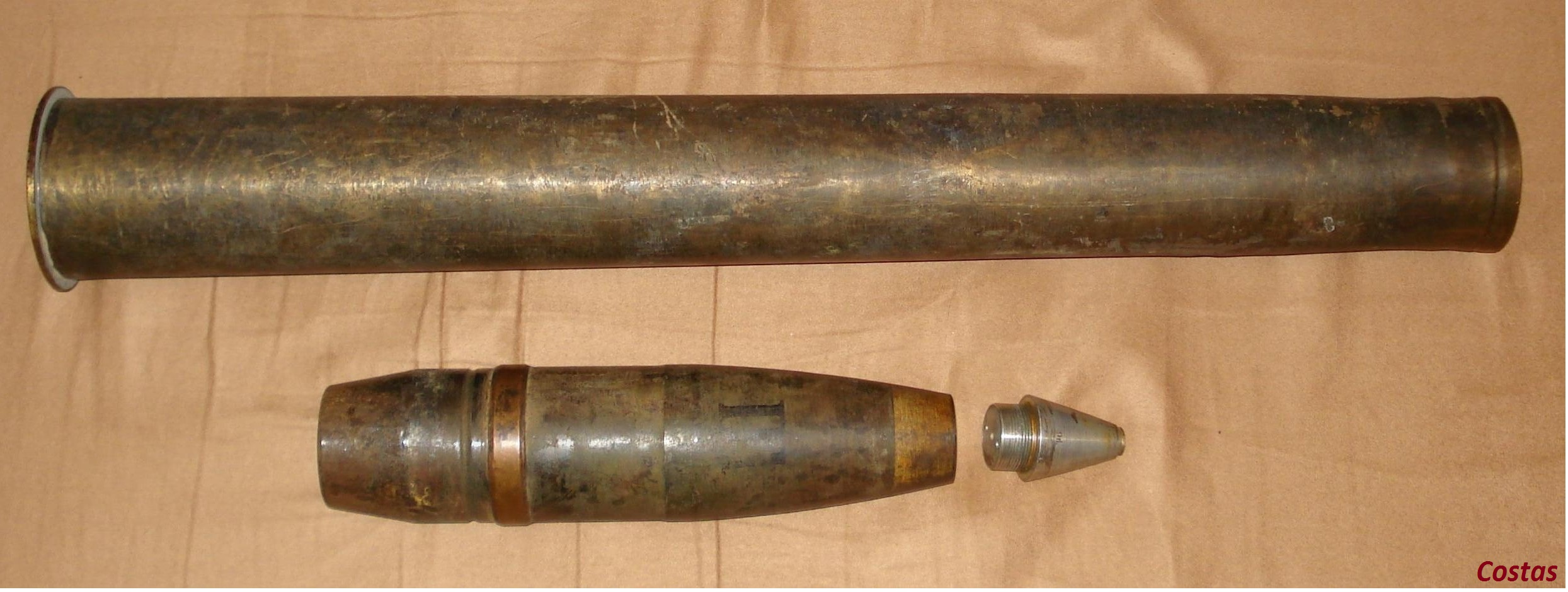
Sprenggranate 34 explosive.

## Notes et références

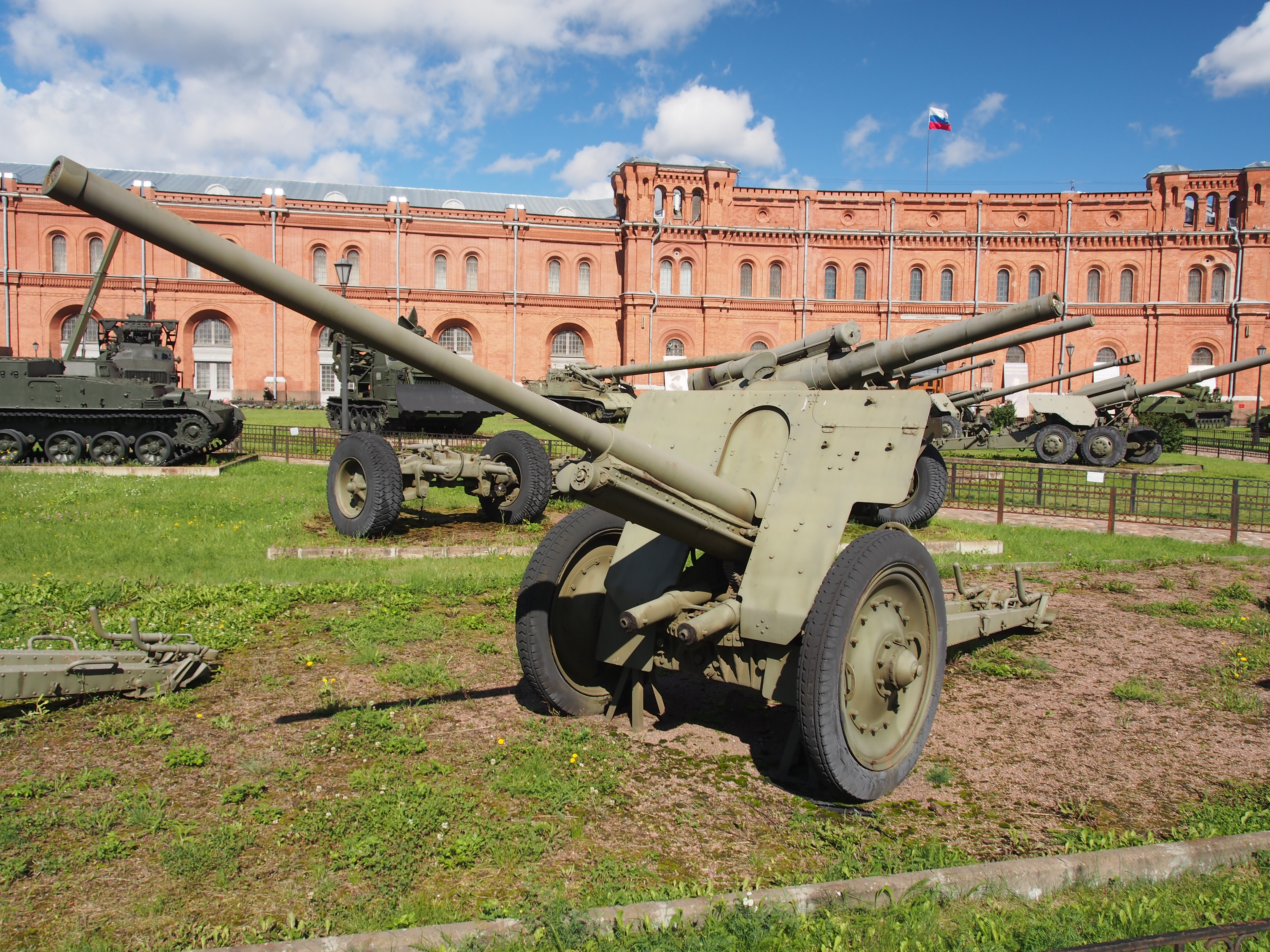
Canon soviétique F-22 m1936.